# Hypocrea eucorticioides
Hypocrea eucorticioides är en svampart som beskrevs av Overton 2006. Hypocrea eucorticioides ingår i släktet svampdynor och familjen Hypocreaceae.   Inga underarter finns listade i Catalogue of Life.